# Dimensionslose Kennzahl
Eine dimensionslose Kennzahl, Ähnlichkeitskennzahl oder auch Kenngröße ist ein Parameter in einem dimensionslosen mathematischen Modell eines physikalischen Zustands oder Prozesses. Wenn zwei Zustände oder Prozesse durch dasselbe mathematische Modell definiert sind, lassen sich genau dann alle Größen des einen in die des anderen mit einer gegebenen Transformationsregel umrechnen, wenn die dimensionslosen Kennzahlen dieselben Werte aufweisen. Beide Prozesse oder Zustände sind dann einander ähnlich. Dimensionslose Kennzahlen ergeben sich meist durch eine Entdimensionalisierung des mathematischen Modells.

## Vorteile
Der Vorteil der dimensionslosen Kennzahlen liegt in der Möglichkeit, durch wenige, beispielhafte Messungen im Modellversuch die Lösung für beliebige andere Fälle zu ermitteln, bei denen die dimensionslosen Kennzahlen gleich groß sind wie im Modellversuch.

## Anwendungsgebiete
Dimensionslose Kennzahlen oder auch Größen der Dimension Zahl charakterisieren physikalische Vorgänge, die sich aus der Ähnlichkeitstheorie beziehungsweise der Dimensionsanalyse ergeben.
Das Hauptanwendungsgebiet für dimensionslose Kennzahlen in der technischen Mechanik nennt man Ähnlichkeitsmechanik (→ Buckinghamsches Π-Theorem, Dimensionsanalyse):

### Formel zur Dimensionsanalyse
Die Anzahl der beteiligten Messgrößen abzüglich der Anzahl der enthaltenen Basiseinheiten (Grunddimensionen) ergibt die Anzahl der Kennzahlen (dimensionslosen Gruppen).
In der Fluiddynamik wird zum Beispiel die Umströmung eines Körpers durch die Navier-Stokes-Gleichung in Verbindung mit der Kontinuitätsgleichung sowie Randbedingungen (Geometrie des Körpers und anderer Begrenzungen) beschrieben. Die Koeffizienten der dimensionslosen Navier-Stokes-Gleichung sind die Reynolds-Zahl, Froude-Zahl und im instationären Fall die Keulegan-Carpenter-Zahl.
Die Froude-Zahl hat auf Probleme mit einer freien Oberfläche einen Einfluss, ist also in Schiffbau und Offshoretechnik relevant, und beschreibt beispielsweise, wie lang ein Schiff im Vergleich zu Wellen ist, die sich mit derselben Geschwindigkeit ausbreiten mit der das Schiff fährt. Die Reynolds-Zahl beschreibt die Wirkung der Viskosität. Die Keulegan-Carpenter-Zahl kann beispielsweise dimensionslos beschreiben, welche Wirkung Seegang auf Offshore-Strukturen ausübt.
Beispiel
Wenn man beispielsweise für eine Serie von Reynolds-Zahlen und Anströmwinkeln den Widerstand und dynamischen Auftrieb pro Länge an einem bestimmten Profil im verkleinerten Maßstab gemessen hat, kann man die Ergebnisse auf beliebig große Profile derselben Querschnittsgestalt umrechnen, indem man darauf achtet, dass die Reynolds-Zahl dieselbe wie bei der Messung ist. 
Schiffbau-Versuchsanstalten leben teilweise davon, die Umströmung fahrender Schiffe im Modellmaßstab nachzubilden und müssten eigentlich sowohl die Reynolds-Zahl als auch die Froude-Zahl des Schiffes nachbilden. Weil dies nicht möglich ist, solange man nicht riesige Modelle im Maßstab 1:4 in Quecksilber statt Wasser fahren lässt, beschränkt man sich auf die Einhaltung der Froude-Zahl und korrigiert die Messergebnisse empirisch, indem man den Reibungswiderstand von der Reynolds-Zahl des Modells auf die der Großausführung umrechnet.

### Weitere Anwendungsgebiete
Man kennt Kennzahlen in: 
- reibungsbehafteten Strömungen
- Strömungen mit freier Oberfläche und Schwebeteilchen in Strömungen
- Strömungen mit Druckgradienten in Hauptströmungsrichtung
- gleichzeitige Wärme- und Stoffübertragung
- der Gasdynamik
- Wärmeübergang durch Konvektion in Strömungen
- Wärmeübergang an einer Wand durch Strömung

## Liste von Kennzahlen (Kenngrößen)
| Name                            | Formelzeichen | Anmerkung                        |
| ------------------------------- | ------------- | -------------------------------- |
| Abbe-Zahl                       | ν             |                                  |
| Archimedes-Zahl                 | Ar            |                                  |
| Arrhenius-Zahl                  | γ             |                                  |
| Atwood-Zahl                     | At            |                                  |
| Auftriebsbeiwert                | ca            |                                  |
| Begasungszahl                   | Q             |                                  |
| Biot-Zahl                       | Bi            |                                  |
| Bodenstein-Zahl                 | Bo            |                                  |
| Bond-Zahl                       | Bo            | auch Eötvös-Zahl                 |
| Brinkman-Zahl                   | Br            |                                  |
| Bulk-Richardson-Zahl            |               |                                  |
| Cauchy-Zahl                     | Ca            |                                  |
| Colburn-Zahl                    | J             |                                  |
| Courant-Zahl                    | Co            |                                  |
| Damköhler-Zahl                  | Da            |                                  |
| Dean-Zahl                       | De            |                                  |
| Deborah-Zahl                    | De            |                                  |
| Druckverlustbeiwert             | ζ             |                                  |
| Druckzahl                       | ψ             |                                  |
| Durchflusszahl                  | φ             |                                  |
| Eckert-Zahl                     | Ec            |                                  |
| Ekman-Zahl                      | Ek            |                                  |
| Elsasser-Zahl                   |               |                                  |
| Eötvös-Zahl                     | Eo            | auch Bond-Zahl                   |
| Ericksen-Zahl                   | Er            |                                  |
| Euler-Zahl                      | Eu            |                                  |
| Fourier-Zahl                    | Fo            |                                  |
| Froude-Zahl                     | Fr            |                                  |
| Galilei-Zahl                    | Ga            |                                  |
| Graetz-Zahl                     | Gz            |                                  |
| Grashof-Zahl                    | Gr            |                                  |
| Hagen-Zahl                      | Hg            |                                  |
| Hartmann-Zahl                   | Ha            |                                  |
| Hatta-Zahl                      | Ha            |                                  |
| Helmholtz-Zahl                  | He            |                                  |
| Hinterland-Verhältnis           | Hl            |                                  |
| Jakob-Zahl                      | Ja            |                                  |
| Kapillarzahl                    | Ca            |                                  |
| Karlovitz-Zahl                  | Ka            |                                  |
| Kavitationszahl                 | σ             |                                  |
| Keulegan-Carpenter-Zahl         | KC            |                                  |
| Knudsen-Zahl                    | Kn            |                                  |
| Laplace-Zahl                    | La            | auch Suratman-Zahl               |
| Laufzahl                        | σ             |                                  |
| Laval-Zahl                      | M*            |                                  |
| Leistungszahl                   | λ             |                                  |
| Lewis-Zahl                      | Le            |                                  |
| Ljascenko-Zahl                  | Lj            | Omega-Zahl                       |
| Mach-Zahl                       | Ma            |                                  |
| Marangoni-Zahl                  | Mg            |                                  |
| Markstein-Zahl                  |               |                                  |
| Morton-Zahl                     | Mo            |                                  |
| Nahme-Zahl                      | Na            | auch Nahme-Griffith-Zahl         |
| Newton-Zahl                     | Ne            |                                  |
| Nußelt-Zahl                     | Nu            |                                  |
| Ohnesorge-Zahl                  | Oh            |                                  |
| Péclet-Zahl                     | Pe            |                                  |
| Phasenübergangszahl             | Ph            | Kehrwert der Stefan-Zahl         |
| Prater-Zahl                     | β             |                                  |
| Prandtl-Zahl                    | Pr            |                                  |
| Rayleigh-Zahl                   | Ra            |                                  |
| Reynolds-Zahl                   | Re            |                                  |
| Richardson-Zahl                 |               |                                  |
| Rohrreibungszahl                | λ             |                                  |
| Rossby-Zahl                     | Ro            |                                  |
| Schmidt-Zahl                    | Sc            |                                  |
| Schnelllaufzahl                 | λ             |                                  |
| Sherwood-Zahl                   | Sh            |                                  |
| Siedekennzahl                   | Bo            | nach boiling number              |
| Sommerfeld-Zahl                 | So            |                                  |
| Stanton-Zahl                    | St            |                                  |
| Stefan-Zahl                     | Ste           | Kehrwert der Phasenübergangszahl |
| Stokes-Zahl                     | St            |                                  |
| Strouhal-Zahl                   | Sr            |                                  |
| Strömungswiderstandskoeffizient | cw            |                                  |
| Suratman-Zahl                   |               | auch Laplace-Zahl                |
| Taylor-Zahl                     | Ta            |                                  |
| Thiele-Modul                    | Φ             |                                  |
| Weber-Zahl                      | We            |                                  |
| Weisz-Modul                     | Ψ             |                                  |
| Weissenberg-Zahl                | Ws            |                                  |